# Eimerkette

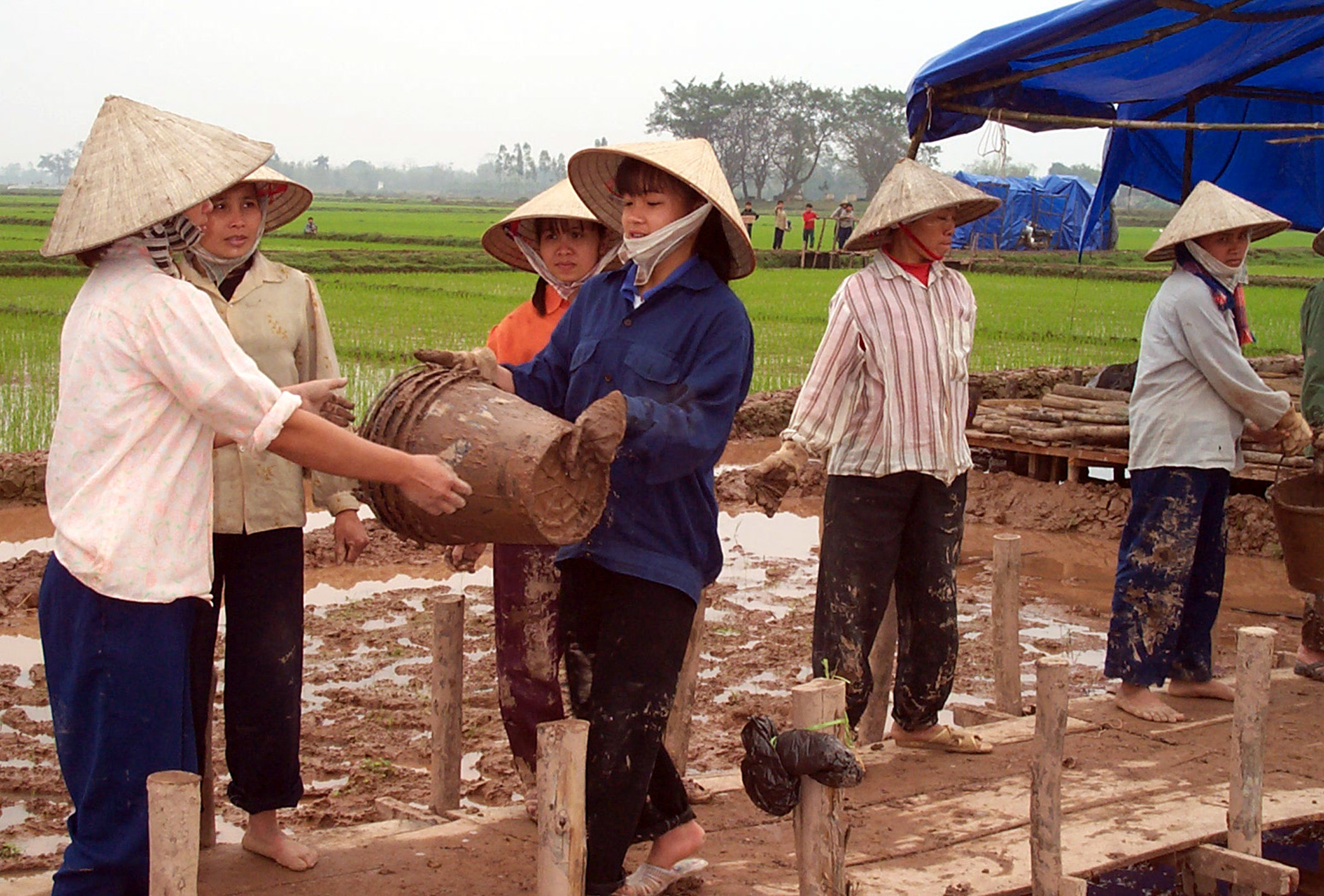
Eimerkette zum Abtransport von Schlamm in Vietnam

Die Eimerkette ist ein Prinzip der Beförderung von Flüssigkeiten und Feststoffen. Im Zusammenhang mit Bränden spricht man auch von einer Löschkette.
Entstanden ist der Begriff aus der antiken Methode der Wasserbeförderung durch eine Menschenkette. Typischerweise stehen in der Eimerkette Personen im Abstand von zirka einem Meter Seite an Seite und reichen sich Eimer zu. Somit werden der oder die Eimer von der ersten Person der Kette (beispielsweise an einem Brunnen) zur letzten (beispielsweise an einem Brandherd) durchgereicht.
Bereits vor Gründung von Feuerwehren hatten in den Ortschaften bei einem Brand alle arbeitsfähigen Einwohner mit Löschwasser gefülltem Eimer zur Brandstelle zu eilen und sich in doppelter Reihe (Eimerkette) zum Löschwasserteich aufzustellen: „Durch die Hände lange Kette um die Wette flog der Eimer.“ Später wurden von den Feuerwehren hölzerne Druckspritzen benutzt, diese aber mussten laufend mit Löschwasser, das mit Eimern herbeigeschafft wurde, gefüllt werden. Danach setzten sich die Feuerspritzen durch, welche auch das Wasser ansaugen konnten. Durch den späteren Bau der zentralen Wasserversorgung mit Einbau von Hydranten wurde der Wassertransport erheblich erleichtert.
Die längste Eimerkette der Welt wurde am 23. Juli 2011 in Pfullingen im Rahmen des Jubiläums zum 40-jährigen Bestehen der dortigen Jugendfeuerwehr durchgeführt. Hierbei wurde von 5239 Teilnehmern insgesamt 869,2 Liter Wasser über eine Strecke von 4589,75 Metern transportiert.
Auf die gleiche Weise wurden im Nachkriegsdeutschland Ziegel beim Enttrümmern transportiert.
Bei der Errichtung von Sandsackwällen bei Hochwassern werden die Sandsäcke oftmals in derselben Methode (zumindest über die letzten Meter bei Anlieferung mit Lastwagen o. Ä.) befördert.
Im Maschinenbau wurde das Prinzip bei der Konstruktion der Eimerkettenbagger angewandt.
Die Eimerkette wird oftmals in der Technik als Erklärungsmodell (z. B. ladungsgekoppeltes Bauelement) herangezogen, siehe Eimerkettenspeicher.